# Chmieliny
Po zagotowaniu brzeczki piwnej z dodatkiem chmielu, w kotle warzelnym gromadzą się resztki chmielu nazywane chmielinami, które w procesie filtracji zostają usunięte.